# Bravissimo
Pour plus de détails, voir Fiche technique et Distribution.
Bravissimo est une comédie italienne réalisée par Luigi Filippo D'Amico et sortie en 1955.

## Synopsis
Ubaldo Impallato est un professeur de musique précaire d'une école primaire, qui cherche un poste permanent depuis des années et se débrouille avec des activités extrascolaires. Parmi les enfants qui lui sont confiés, il y a Gigetto qui, contrairement à ses autres camarades de classe, a une particularité singulière : à l'âge de six ans, il chante d'une merveilleuse voix de baryton. L'instituteur, devenu entre-temps son tuteur car son père a été emprisonné, remarque par hasard l'extraordinaire talent de l'enfant lorsqu'il l'entend interpréter Le Barbier de Séville (Ubaldo croit d'abord entendre un chanteur à la radio) et décide de saisir l'occasion. Grâce à une excellente prestation lors d'une émission de télévision consacrée aux jeunes talents, Gigetto connaît un succès immédiat et promet de devenir une véritable mine d'or. Avec l'aide d'un impresario de théâtre, il se voit même proposer Rigoletto de Giuseppe Verdi, dans le rôle du bouffon bossu, toujours en tant que baryton. Mais c'est alors que les oncles cupides de l'enfant, qui avaient auparavant refusé de s'occuper de lui, se présentent pour l'enlever à son tuteur et l'exploiter à sa place.
Ubaldo est déterminé à défendre l'enfant prodige et déjoue leurs manœuvres, non seulement dans son propre intérêt (grâce à la notoriété qu'il a acquise, on lui propose enfin le poste d'enseignant permanent tant attendu, mais il rejette l'offre à l'expéditeur par une lettre vile et pleine d'insultes), mais aussi parce qu'il commence à l'aimer. Mais le petit garçon est fatigué d'une vie sans les jeux et les enfants de son âge, il est fatigué de la cupidité des adultes, et le destin lui donne un coup de main pour arranger les choses : d'abord Gigetto s'enfuit, puis il tombe malade et doit se faire opérer des amygdales. Mais ce sont justement ses amygdales extraordinairement grandes qui sont le secret de sa formidable voix. Lorsque plus tard, pendant les répétitions de l'opéra, on découvre que sa voix est redevenue normale, l'impresario est accusé de fraude et personne ne veut plus garder Gigetto, surtout pas ses oncles.
Ubaldo, dont les rêves de gloire se sont envolés, décide d'accepter la dernière chance du maestro (qu'il avait renvoyée à l'expéditeur par lettre), réussissant à arrêter la fatale missive à temps avant qu'elle n'atteigne sa destination. Lorsque le père de Gigetto, enfin libéré de prison, vient reprendre l'enfant, Impallato proteste qu'il veut le garder pendant toute l'année scolaire. Mais à ce moment-là, il révèle une autre capacité extraordinaire : il peut jouer du piano avec une habileté incroyable. Ubaldo ne veut pas revivre cela et le confie à son père qui a été libéré.

## Fiche technique
- Titre original italien : Bravissimo[1]
- Réalisateur : Luigi Filippo D'Amico
- Scénario : Luigi Filippo D'Amico, Age-Scarpelli
- Photographie : Marco Scarpelli (it)
- Montage : Mario Serandrei
- Musique : Angelo Francesco Lavagnino, Armando Trovajoli
- Décors : Franco Lolli
- Costumes : Orietta Nasalli Rocca
- Maquillage : Franco Palombi
- Décors et costumes : Gianni Hecht Lucari (it)
- Société de production : Documento Film
- Pays de production :  Italie
- Langue originale : italien
- Format : Noir et blanc - 1,37:1 - Son mono - 35 mm
- Durée : 85 minutes
- Genre : Comédie
- Dates de sortie :
  - Italie : 22 novembre 1955

## Distribution
- Alberto Sordi : Ubaldo Impallato
- Giancarlo Zarfati (it) : Gigetto
- Patrizia Della Rovere (it) : Rosetta
- Irene Cefaro : Egle
- Irène Tunc : Dominique
- Mario Riva : Mario Sanetti, maître de danse
- Diana Dei : La femme de Mario
- Gianrico Tedeschi : Garbi, impresario de théâtre
- Ciccio Barbi : l'avocat Barbi
- Claudio Ermelli (it) : Erminio, chef d'orchestre
- Amalia Pellegrini (it) : la mère d'Erminio
- Mimo Billi (it) : l'otorhinolaryngologiste
- Liana Del Balzo : patronne lors de l'audition
- Riccarda Momo : Christine
- Rolf Tasna (it) : le père de Christine
- Turi Pandolfini : Arturo Pandolfino
- Zoe Incrocci : Margherita
- Marcella Rovena : Amalia, la mère d'Egle
- Bice Valori : soprano
- Winni Riva (it) : locataire mère d'un enfant
- Carlo Mazzarella (it) : passant
- Dino Maronetto : Giovanni, l'imprimeur
- Manlio Busoni (it) : le directeur de l'école
- Andrea De Pino (it) : le professeur Paolillo
- Mario Maresca (it) : le médecin de Paolillo
- Salvo Libassi (it) : le brigadier
- Aldo Vasco (it) : l'éleveur de poules

## Accueil critique
Ennio Contini a fait l'éloge du film : « La mise en scène de D'Amico est agile, fluide et colorée ; de plus, elle sait habilement exploiter les possibilités du scénario », tandis qu'un critique de L'Italia a fait remarquer que le film « offre peu de nouveautés dans le genre ».